# Walter Loewe
Ej att förväxla med journalisten Walter Harald Loewe (född 1949).
Walter Löwi, känd som Walter Loewe, född 23 december 1925 i Saaz, död 21 mars 2020 i Sankt Görans distrikt, Stockholm, var en svensk journalist och författare med fokus på svensk tändsticks- och tobakshistoria.
Loewe var son till Edmund Löwi och Marie Stein. Han föddes i Saaz i Böhmen i dåvarande Tjeckoslovakien och kom i unga år till Sverige, där han har varit verksam i Norrköping  och senare i Stockholm.
Han gav ut diktsamlingen Mörkt preludium (1955) och återkom senare som författare med Toscana i mitt hjärta (1981), I gyllne dosor (1982), I Dantes landskap (1985), Mariefred: boken om en båt, en stad, ett tåg och ett slott (1986), När du kommer till Florens-: Siena, San Gimignano, Pisa, Pistoia, Lucca (1987), In golden boxes (1988) och Petum optimum (1990).
Därefter gav han ut Tobaken i Arvika: en rapsodi i ord och bild (1991), Liten svensk cigaretthistoria (1992), Tobaksspinnarna och tobaksfabrikanterna i 1600-talets Stockholm (1993), Liten svensk historia om röktobak (1994), Liten svensk historia om cigarrer och cigariller (1996), De tände en eld: den svenska tändsticksindustrin 1836-1996 (1997), Liten svensk historia om snus (1999), Frans Suell tobaksfabrik 1726-2002 (2002) och Tegeltraven: berättelsen om ett hus på Kungsholmen (2007).
Walter Loewe gifte sig 1955  med Margot Elna Irene Svensson (1929–2013)  och paret fick en son: journalisten och författaren Peter Loewe (född 1962).